# 3. HNL – Sjever 2019./20.
Ovaj članak je podtema članka: 3. HNL 2019./20.

3. HNL – Sjever u sezoni 2019./20. je natjecanje za trećeligaške hrvatske klubove, te je to prva sezona ove lige nakon 2013./14 
 
Liga se sastoji od 12 momčadi koje se najprije dvoligaškim sistemom (22 kola) bore za što bolja mjesta u "ligi za prvaka" (prvih 6 ekipa) a nakon toga razigravaju za prvaka ili ostanak u ligi (klubovi od 7-12 mjesta) jednokružno, 5 kola. 
Prvak ove lige odlazi u kvalifikacije s 14-plasiranom ekipom iz Druge HNL te s prvacima ostalih skupina 3. HNL (Zapad, Jug, Istok i Središte) a koje će se igrati na neutralnom terenu kojeg utvrđuje HNS.  

Kao posljedica pandemije COVID-19 u svijetu i Hrvatskoj, u ožujku je došlo do prekida odigravanja nogometnih natjecanja u Hrvatskoj 
6. svibnja 2020. Hrvatski nogometni savez je donio odluku o konačnom prekidu natjecanja za 2. HNL i sve ostale niže lige, te se njihov trenutni poredak uzima kao konačan.
 
 
U trenutku prekida (16. kolo) vodeća momčad lige je bika "Mladost" iz Ždralova, koja je proglašena prvakom. 

## Sudionici 2019./20.
- NK Bjelovar
- NK Graničar Đurđevac
- NK Mladost Ždralovi
- NK Papuk Orahovica
- NK Podravac Virje
- NK Podravina Ludbreg
- NK Polet Sveti Martin na Muri
- NK Radnik Križevci
- NK Rudar Mursko Središće
- NK Tehničar Cvetkovec
- NK Varteks Varaždin
- NK Virovitica

## Ljestvica
| mj. | klub.                      | ut. | pob. | ner. | por. | gol+ | gol- | bod |
| --- | -------------------------- | --- | ---- | ---- | ---- | ---- | ---- | --- |
| 1.  | Mladost Ždralovi           | 16  | 13   | 2    | 1    | 36   | 13   | 41  |
| 2.  | Polet Sveti Martin na Muri | 16  | 13   | 1    | 2    | 53   | 15   | 40  |
| 3.  | Radnik Križevci            | 16  | 10   | 1    | 5    | 33   | 25   | 31  |
| 4.  | Tehničar Cvetkovec         | 16  | 9    | 3    | 4    | 39   | 18   | 30  |
| 5.  | Varteks Varaždin           | 16  | 8    | 5    | 3    | 41   | 21   | 29  |
| 6.  | Rudar Mursko Središće      | 16  | 7    | 1    | 8    | 26   | 33   | 22  |
| 7.  | Bjelovar                   | 16  | 6    | 2    | 8    | 29   | 28   | 20  |
| 8.  | Virovitica                 | 16  | 6    | 2    | 8    | 25   | 34   | 20  |
| 9.  | Podravac Virje             | 16  | 5    | 1    | 10   | 18   | 43   | 16  |
| 10. | Papuk Orahovica            | 16  | 3    | 4    | 9    | 20   | 32   | 13  |
| 11. | Podravina Ludbreg          | 16  | 2    | 1    | 13   | 17   | 48   | 7   |
| 12. | Graničar Đurđevac          | 16  | 1    | 3    | 12   | 17   | 44   | 6   |

## Rezultatska križaljka
| kratica | klub                       | BJE | GRA | MLA | PAP | PODA | PODI | POL | RAD | RUD | VAR | VIR | TEH |
| --- | -------------------------- | --- | --- | --- | --- | ---- | ---- | --- | --- | --- | --- | --- | --- |
| BJE | Bjelovar                   |     |     |     |     |      |      |     |     |     |     |     |     |
| GRA | Graničar Đurđevac          |     |     |     |     |      |      |     |     |     |     |     |     |
| MLA | Mladost Ždralovi           |     |     |     |     |      |      |     |     |     |     |     |     |
| PAP | Papuk Orahovica            |     |     |     |     |      |      |     |     |     |     |     |     |
| PODA | Podravac Virje             |     |     |     |     |      |      |     |     |     |     |     |     |
| PODI | Podravina Ludbreg          |     |     |     |     |      |      |     |     |     |     |     |     |
| POL | Polet Sveti Martin na Muri |     |     |     |     |      |      |     |     |     |     |     |     |
| RAD | Radnik Križevci            |     |     |     |     |      |      |     |     |     |     |     |     |
| RUD | Rudar Mursko Središće      |     |     |     |     |      |      |     |     |     |     |     |     |
| VAR | Varteks Varaždin           |     |     |     |     |      |      |     |     |     |     |     |     |
| VIR | Virovitica                 |     |     |     |     |      |      |     |     |     |     |     |     |
| TEH | Tehničar Cvetkovec         |     |     |     |     |      |      |     |     |     |     |     |     |
| |                            |     |     |     |     |      |      |     |     |     |     |     |     |
| podebljan rezultat – utakmice od 1. do 11. kola (1. utakmica između klubova) rezultat normalne debljine – utakmice od 12. do 22. kola (2. utakmica između klubova) rezultat nakošen – nije vidljiv redoslijed odigravanja međusobnih utakmica iz dostupnih izvora rezultat nakošen i smanjen * – iz dostupnih izvora nije uočljiv domaćin susreta prekrižen rezultat – poništena ili brisana utakmica p – utakmica prekinuta 3:0 p.f. / 0:3 p.f. – rezultat 3:0 bez borbe |                            |     |     |     |     |      |      |     |     |     |     |     |     |

 Izvori: 